# Kleine Knarrschrecke
Die Kleine Knarrschrecke (Pezotettix giornae) ist eine Heuschreckenart aus der Familie der Feldheuschrecken (Acrididae).

## Merkmale
Weibchen erreichen eine Körperlänge von 13 bis 17 Millimeter, Männchen 11 bis 14 Millimeter. Damit gehört die Art zu den kleinsten Vertretern der Feldheuschrecken. Die Flügel sind nur stummelförmig und kurz, was zu Verwechslungen mit Nymphen führen kann. Das Spektrum der Färbung reicht von graubraun bis rotbraun. Es sind auch deutliche Scheckungen möglich. An den Seitenlappen des Halsschilds findet sich auf jeder Seite eine dunkle Längsbinde. 

## Vorkommen und Lebensweise
Das Areal der Kleinen Knarrschrecke umfasst den gesamten Mittelmeerraum. Sie ist vor allem in niederem Gebüsch an Wegrändern anzutreffen. Die nördlichsten Vorkommen finden sich im Wallis, im Tessin und in Südtirol. Adulte Tiere erscheinen ab August/September. Sie überwintern und sind bis März zu finden. 

## Belege